# Sušac (település)
Sušac (olaszul: Cazza) lakatlan település Horvátországban, Dubrovnik-Neretva megyében. Közigazgatásilag Lastovo községhez tartozik.

## Fekvése
Makarskától légvonalban 71 km-re délnyugatra, Lastovotól légvonalban 31 km-re nyugatra, Sušac szigetén fekszik. A szigete átszelő hegylánc északkelet-délnyugati irányban húzódik. Legmagasabb pontja a 243 méter magas Veli Gark a sziget északkeleti részén található. A sziget délnyugati fokán a Kanula-fokon világítótorony áll. Elsősorban a sziget keleti oldala alkalmas a fürdésre és pihenésre, mivel a déli, délnyugati partokon magas sziklák állnak.

## Története
Sušac szigete már a történelem előtti időkben is lakott volt. Az itt talált régészeti leletek alapján az őskori hajósok már az újkőkor kezdeti és középső időszakában jártak a szigeten. A térség első ismert népe az  illírek szintén megtelepedtek itt, de lakott volt a sziget a római korban is, melyből gazdasági tevékenységre utaló leleteket találtak. A szigeten található két ókeresztény templomrom építési idejét szintén a római korra, a 4. századra teszik a szakemberek. VII. Konstantin bizánci császárnak a birodalom kormányzásáról írott műve szerint a sziget Vistől és Lastovotól eltérően nem tartozott a neretvánok fennhatósága alá. Ebből horvát történészek azt a következtetést vonták le, hogy bizonyára a középkori Horvát Királyság része volt. Később a bencések rendjének egyik központja lett, ahova a 12. században Szent Miklós tiszteletére szentelt kolostort és templomot építettek. Sušacot megemlíti az 1310-ben kelt Lastovoi statutum is. Ennek alapján a sziget ekkor már Lastovohoz és vele együtt a Raguzai Köztársasághoz tartozott. A 15. századtól Sušacon két idényjellegű halásztelepülés volt a sózott halak számára épített raktárakkal, melyeket lastovoi, visi és korčulai halászok használtak.
1806-ban a Raguzai Köztársaságot legyőző franciák uralma alá került, majd 1813-ban elfoglalták az angolok. 1815-ben a berlini kongresszus a Habsburgoknak ítélte. Az osztrák uralom idején a korčulai adminisztráció felügyelete alá rendelték. 1918. november 11-én megkezdődött Dalmácia Olaszországhoz csatolása. Az 1920. november 12-i rapallói egyezmény Zára térségével együtt olasz kézen hagyta. A II. világháború idején röviddel az 1943-as olasz kapituláció után Tito célul tűzte ki  elfoglalását és Jugoszláviához csatolta. A háború után a szocialista Jugoszlávia része lett. Utoljára 1991-ben számláltak állandó lakosságot a szigeten.

## Népesség
| Lakosság változása | Lakosság változása | Lakosság változása | Lakosság változása | Lakosság változása | Lakosság változása | Lakosság változása | Lakosság változása | Lakosság változása | Lakosság változása | Lakosság változása | Lakosság változása | Lakosság változása | Lakosság változása | Lakosság változása | Lakosság változása |
| ------------------ | ------------------ | ------------------ | ------------------ | ------------------ | ------------------ | ------------------ | ------------------ | ------------------ | ------------------ | ------------------ | ------------------ | ------------------ | ------------------ | ------------------ | ------------------ |
| 1857               | 1869               | 1880               | 1890               | 1900               | 1910               | 1921               | 1931               | 1948               | 1953               | 1961               | 1971               | 1981               | 1991               | 2001               | 2011               |
| 0                  | 0                  | 17                 | 0                  | 0                  | 0                  | 0                  | 0                  | 6                  | 24                 | 10                 | 6                  | 8                  | 7                  | 0                  | 0                  |

## Nevezetességei
- A sziget világítótornyát[4] 1879-ben építették I. Ferenc József császár rendeletére.
- Két 4. századi ókeresztény templom romja található itt.
- A 12. századi bencés templom romjai Portić felett.
- A 15. századi Szűz Mária templom romjai.
- Ókori hajóroncs a sziget délkeleti partjánál.